# TwinBee (videojuego)
TwinBee (ツインビー Tsuin Bī?) es un matamarcianos de scroll vertical con estética "cartoon" que fue publicado originalmente en Japón como arcade por Konami en 1985, siendo el primer videojuego de la serie homónima. Fue el primer juego de Konami en funcionar sobre la placa Bubble System de Konami.
Tras esta entrega original, ha habido varias secuelas tanto para arcade como para el mercado doméstico, algunas de las cuales incluso dieron lugar en Japón a audio dramas y animes.

## Jugabilidad
TwinBee puede ser jugado por hasta 2 jugadores simultáneamente. El jugador toma el control de una nave espacial antropomórfica de estética "cartoon", con el jugador 1 controlando a TwinBee (la nave titular), mientras que el jugador 2, si lo hay, controlará a WinBee. Los controles consisten en un joystick de 8 direcciones y 2 botones: uno para disparar a los enemigos y otro para arrojar bombas a enemigos en tierra (de forma similar a Xevious).
Los power-ups primarios son campanas que pueden descubrirse disparando a las nubes flotantes donde se esconden. Si el jugador continúa disparando a la campana, esta irá cambiando a otros 4 colores: las campanas amarillas normales dan puntos de bonus, la campana blanca mejorará el cañón del jugador a un cañón gemelo, la campana azul incrementará la velocidad del jugador (puede subirse hasta 5 niveles), la campana verde permitirá al jugador crear réplicas de su nave para tener potencia de fuego adicional y la campana roja, proporcionará una barrera que permitirá a la nave soportar más daño. Las campanas verde y roja no pueden usarse juntas. Otros power-ups pueden conseguirse con los enemigos de tierra, como una campana alternativa que proporciona a la nave un cañón de tres vías o una estrella que elimina todos los enemigos en pantalla.
Al igual que sucede en otros juegos del mismo género, ser alcanzado por una sola bala enemiga supondrá perder una vida. Sin embargo, si la bala sólo alcanza uno de los laterales de la nave, esta sólo perderá uno de sus brazos. Si la nave pierde ambos brazos, perderá la capacidad de tirar bombas y el jugador deberá esperar a que aparezca una ambulancia para luego pilotar hasta ella y reparar los brazos.
Si dos jugadores están jugando al mismo tiempo podrán alinear sus naves vertical u horizontalmente para llevar a cabo ataques más poderosos.

## Versiones domésticas
Tras su versión original como arcade, TwinBee fue portado a Famicom y MSX en 1986 y ha sido incluido en multitud de recopilatorios lanzados fuera de Japón en años posteriores (ver secciones "lanzamiento" y "plataformas" en la ficha). La versión para Famicom fue reeditada sólo en Japón para Game Boy Advance dentro de la serie Famicom Mini.
El juego arcade original fue publicado por primera vez fuera de Japón como parte del recopilatorio para Nintendo DS Konami Arcade Collection, publicado en octubre de 2007 en Europa con el nombre de Konami Arcade Classics. En la versión americana de este recopilatorio, publicada en marzo de 2007 y conocida como Konami Classics Series: Arcade Hits, TwinBee fue rebautizado como Rainbow Bell, si bien en la versión europea recuperaría su nombre original. Una versión con los gráficos editados para móviles compatibles con diversos servicios de internet móvil fue editada en Japón en 2001. En 2010 se publicaría una versión para Windows Phone.
Una adaptación con soporte estereoscópico de la versión de NES de TwinBee para Nintendo 3DS fue mostrada junto a otros juegos de NES y SNES también previstos para Nintendo 3DS dentro de una demo técnica llamada Classic Games en el E3 2010. Finalmente TwinBee fue publicado en la eShop de 3DS en Japón el 10 de agosto de 2011, dentro de la serie 3D Classics y también apareció en la eShop europea el 22 de septiembre de 2011 bajo el título 3D Classics TwinBee. También fue relanzado para Project EGG en 19 de agosto de 2014, y luego para PlayStation 4 en 25 de diciembre de 2015, que fue publicado por Hamster Corporation en Japón. La Versión de nes fue relanzado como Nintendo Switch Online en 14 de noviembre de 2018 en Japón y Estados Unidos.